# Paracleocnemis
Paracleocnemis là một chi nhện trong họ Philodromidae.